# Gyrophaena pseudonana
Gyrophaena pseudonana är en skalbaggsart som beskrevs av Embrik Strand 1939. Gyrophaena pseudonana ingår i släktet Gyrophaena, och familjen kortvingar. Arten är reproducerande i Sverige.